# Acronicta minor
Acronicta minor är en fjärilsart som beskrevs av Rudolf Rangnow 1935. Acronicta minor ingår i släktet Acronicta och familjen nattflyn. Inga underarter finns listade i Catalogue of Life.